# Хмелів (Роменський район)
Хмелі́в — село в Україні, центр Хмелівської сільської громади Роменського району Сумської області. Населення становить близько 1200 осіб. До 2020 орган місцевого самоврядування — Хмелівська сільська рада. У часи Гетьманщини — найпівнічніший населений пункт Лубенського полку.

## Географія
Село Хмелів знаходиться на березі річки Хмелівка, вище за течією на відстані 3 км розташоване село Касянове (зняте з обліку 2008 року), за 2,5 км — колишнє село Солодухи, нижче за течією на відстані 1,5 км розташоване село Заклимок. По селу протікає кілька пересихаючих струмків з загатами. Через село проходять автомобільні дороги Т 1907 і Т 196.

## Назва
Про назву села говориться у «Великому Енциклопедичному словнику Брокгауза і Ефрона»: «Хмелов — местечко Полтавской губернии, Роменского уезда, при реке Хмеловке, в 18 верстах от уездного города. Жителей 5377. Три ярмарки, земская школа. Кустарные промыслы (древодельные, ткацкие, металлообрабатывающие и др.) быстро развиваются. В 1885 г. кустарей насчитано 33, в 1888 г. — 260, в 1898 г. — 584.»

### Легенда про назву села
У сиву давнину протікала повноводна річка. Не лише човни — кораблі пропливали мимо. Там, де річка розгалужувалась і, наче за сонцем, повертала спочатку на схід і далі несла свої води на південь, береги були повиті хмелем. Та так густо, що здавалось королівськими шатами повито все довкола. «Хмелі!», «Хмелі!» — захоплено вигукували подорожні. Річку згодом тільки так і називали — «Хмелівка» — «річка, повита хмелем». І перші поселенці довго не роздумували, як назвати поселення. На березі Хмелівки, то звісно — Хмелів.
Але більш ймовірним, історично, географічно та філологічно є походження назви «Хмелів» від назви слободи, що передувала селу на цьому місці:
«Охмилова - О-хмилов-а - Хмилов - Хмелов - Хмелів».

## Населення
Абсолютна більшість населення села — українці. У XIX столітті проживало кілька єврейських та великоруських (кацапських) родин. Люди говорять полтавським діалектом української мови. При чому в родовому відмінку назва села вимовляється як «у Хмело́ві», а не «Хмельо́ві», що відбиває первісну назву поселення ще за польських часів — Охмило́в.

## Історія

### Період Речі Посполитої
Як вказують історичні документи село Хмелів утворене, як поселення, на початку 17 століття. Територія Роменщини тоді була прикордонням, на ці землі претендували і Москва, і Варшава. Польсько-Литовське князівство сприяло заселенню прикордоння переселенцями з заходу та Лівобережжя. Московські ж війська, розміщені в Путивлі, з свого боку, розорювали та знищували такі поселення. В середині 1626 року Роменські люди відновили буди біля річки Хмелівки, зруйновані попереднього року путивльськими ратними людьми. Навпроти буд, на правому березі річки, з'явилася слобода, де за даними московських агентів налічувалося 30 дворів. Безумовно, вони мали на увазі слободу Охмилову. (Пізніше — с. Хмелів, де досі збереглася назва одного з кутків — Слобода).
У документах збереглися відомості про один з випадків розорення слобод. 23 червня 1628 р. князь С. Прозоровський та А. Толбузін писали у листі:
| 2 июня посылали они воеже зсилки литовцев карачаевця И. Буцнева, а с ним... детей боярских и атаманов, и казаков применительно государев указу 1000 человек. 1 июня в 12-й безвременье И. Буцнев и председатели, которые вернулись к Путивля, сказали, который они для реке Суле из 4-х слобид — Волковой, Охмиловой, Пустовийтивки и Вийтивки людей побили, а дворы и ввесь дом сожгли. А у Волковий было 40 дворов, в Пусто-вийтивци — 100, а в Вийтивци — 50, а в Охмиловий — 10, а единственно 200 дворив» | (Волкова — сучасне село Вовківці, Охмилова — село Хмелів).
Наприкінці 1628 року донський козак Петро Хотунцов на дорозі з Варви до Путивля зустрів запорозького козака з сім'єю та майном. Запорожець розповів, що полишив роменщину через прихід московських ратників а зараз повертається додому. Він також повідомив, що в Охмиловій, Війтівці та Пустовійтівці знову селяться люди, вирощують хліб, косять сіно, ставлять пасіки. На початку жовтня на слободи з Путивля знову була направлена воєнна експедиція, яка знищила будівлі та запаси хліба, зроблені слобожанами. На ці дії Москви гостро відреагувала польсько-литовська сторона. Яка, крім вимог до Росії повернути награбоване, виділила для відновлення слобод гроші та прислала 150 жовнірів для забезпечення охорони слобід.
Роменські слободи були знищені ще раз під час так званої, Смоленської війни 1632 року путивльськими та рильськими ратниками.
Лише після польсько-московської війни 1632—1634 рр., у якій Московщина зазнала поразки, та тривалих переговорів про лінію кордону було встановлено 1638 р. так звану «Путивльську межу» Охмилова та інші ближні слободи й поселення остаточно ввійшли до Польщі й були офіційно включені до складу Речі Посполитої.
В 40-х роках про Охмилову згадується вже як про слободу з якої переселялися люди далі та східне Посулля, утворюючи нові слободи. Згадується тут і про Федька (Федора?), який можливо і дав початок роду Федьків у подальшому розвитку Хмелева.

### Козацька епоха
Хмелів також згадується, коли Гетьман України Богдан Хмельницький універсалом від 28 квітня 1655 року дарує село Свято-Миколаївському Крупинському Батуринському жіночому монастирю. Є кілька варіантів цього універсалу. Наведемо один з них:
| Богдан Хмельницкий, гетман з Войском єго царского величєства Запорозким. Всім вобец і кождому зособна, кому о том відат належит, вшелякоє кондициї людем ознаймуєм сим універсалом нашим, іж ми видечи убогий монастир Батуринский, а для вшелякоє ему даної помочи зо всім вечисто придалисмо село Хмилов. Пилно приказуючи всім селяном в Хмилувие мешкаючим, аби велебному в бозе господину отцу їсихиєві, ігуменови батуринскому, і од єго зосланому били послушними і во всем слухали без противенства жадного, за чим приказуєм, аби до помене-них селян хмиловских жаден не втручался. Дат з Чигирина, дня 28 априля 1655. Богдан Хмельницкий, рука власна. |
У 17-18 столітті Хмелів у складі Лубенського полку. З 1672 — у Сміленській сотні, а з 1742 року по 1782 рік — сотенне містечко Хмелівської сотні.
Створена при розподілі території Сміленської сотні у складі Лубенського полку для посилення його особового складу, боєздатності та адміністративного зміцнення і податкоспроможної населення. Хмелівська сотня користувалася печаткою сотника Андрія Шкляревича. На ній були стилізовані зображені пагони хмелю — рослини, що сама по собі є символом життя.

#### Хмелівська сотня
Єдиний відомий сотник Хмелівської сотні — Андрій Шкляревич (1742—1777).
До складу сотні входили населені пункти: Ведмеже, село; Великі Бубни, село; Житнє, село; Заїзд, село; Калинівка, село; Миколаївка, село; Мокіївка, село; Ненадівка, село; Погреби, присілок; Ріпки, село; Родинці, село; Уюнне, село; Хмелів, містечко.
В описі 1765—1769 pp. додано село Гаврилівка та Глобівський хутір.
- Указатель к фонду 57 Румянцевская генеральная опись Малороссии. Хмелівська сотня
- Ведмеже, село — оп. 1, кн. 424, арк. 288зв.—290.
- Гаврилівка, село — оп. 1, кн. 424, арк. 288зв., 295зв.—297.
- Глобівський, хутір — оп. 1, кн. 424, арк. 289—290.
- Заїзд, село — оп. 1, кн. 424, арк. 288.
- Рійки, село — оп. 1, кн. 424, арк. 288.
- Рогинець, село — оп. 1, кн. 424, арк. 288зв.
- Хмелів, містечко — оп. 1, кн. 424, арк. 262зв., 290—291.

Добре збереглися щодо підтвердження цього документи Генерального слідства та Рум'янцевської ревізії Лубенського полку, в тому числі і Хмелова. У ці ж роки було запроваджено гербову печатку Хмелівської сотні (з зображенням руки, що виходить із хмари й тримає булаву, — видозміною герба Лубенського полку)
16 (27) вересня 1781 Московія анексувала Гетьманщину та ліквідувала полково-сотенний устрій Лівобережної України. 9 (20) січня 1782 відкрито Київське, а 19 (30) січня того ж року Чернігівське намісництва. Лубенський полк розділено навпіл: Сміленська, Хмелівська, Костянтинівська, Роменська, Глинська, дві Лохвицькі та Янишпільська сотні увійшли до складу Глинського, Лохвицького та Роменського повітів Чернігівського намісництва.

### Період Російської імперії
В першій половині XIX століття Хмелів згадується як містечко, через яке проїжджав М.Гоголь, їдучи з Полтави до Петербурга.
В другій половині дев'ятнадцятого століття Хмелів є розвиненим ремісничим містечком. Ось що про нього говорить Великий енциклоредичний словник Брокгауза і Єфрона:
|  | Хмелов — мст. Полтавской губ., Роменского у., при р. Хмеловке, в 18 в. от уездн. гор. Жителей 5377. Три ярмарки, земская школа. Кустарные промыслы (древодельные, ткацкие, металлообрабатывающие и др.) быстро развиваются. В 1885 г. кустарей насчитано 33, в 1888 г. — 260, в 1898 г. — 584. |

За даними етнографа Л.Падалки, на межі XIX—XX століть мешканці Хмелова мали іронічне прізвисько «сметанники» (імовірно, через те, що місцева сметана славилася на довколишніх ярмарках).

### Доба УНР та Радянський Союз
1917 село увійшло до складу УНР, але через короткий час формально перейшло до анархістів, після чого до влади прийшли комуністи.
Родом з Хмелова командарм Червоної армії Федько Іван Федорович, кавалер Ордену Леніна.
1941 року село, як і вся Сумська область, було окуповане нацистами. Звільнене в 1943 році, боїв за село не було.
В наступні роки побудовано нову школу, клуб, дві колгоспні ферми та завод з виробництва цегли. На сьогоднішній день збереглися і використовуються школа та клуб.
Двоє уродженців села удостоєні високого звання Героя Радянського Союзу: Вовна Петро Олексійович (указ від 07.04.1940, посмертно) та Северин Іван Кирилович (указ від 23.10.1943). Обом героям встановлено пам'ятники.

## Сучасний стан
У селі — загальноосвітня середня школа, клуб, православна церква, магазини, ФАП та відділення Роменської психіатрічної клініки. Побудовано водогін та проведено газифікацію.
У центрі села — меморіальний хрест у пам'ять жертв Голодомору 1932—1933.
Обеліски солдатам, загиблим у Другій світовій війні, ретельно доглядаються сільською радою.
12 червня 2020 року, відповідно до розпорядження Кабінету Міністрів України № 723-р «Про визначення адміністративних центрів та затвердження територій територіальних громад Сумської області», село увійшло до складу Хмелівської сільської громади.
19 липня 2020 року, в результаті адміністративно-територіальної реформи та ліквідації Роменського району(1930-2020), громада увійшла до складу новоутвореного Роменського району.

## Населення

### Мова
Розподіл населення за рідною мовою за даними :
| Мова       | Кількість | Відсоток |
| ---------- | --------- | -------- |
| українська | 1514      | 98.31%   |
| російська  | 24        | 1.56%    |
| білоруська | 2         | 0.13%    |
| Усього     | 1540      | 100%     |

## Відомі люди

### У Хмелові народились
- Балюра Володимир Михайлович — український військовик, учасник російсько-української війни[6].
- Бугрим Валентин Володимирович — журналіст, член Національної Спілки журналістів України
- Вовна Петро Олексійович  — Герой Радянського Союзу
- Зеркаль Сава Петрович (1896 — 1980) — письменник, голова партії «За волю України».
- Калиновський Василь Іванович (1906 — 1985) — військовик, командир бригади прориву Ставки Верховного Головнокомандування.
- Квітка Климент Васильович — український музикознавець-фольклорист. Чоловік Лесі Українки.
- Клименко Віктор Іванович (лікар) (1939 — 2003) — лікар-гематолог, доктор медичних наук (1987 рік), професор (1988 рік).
- Микола Олексійович Кириченко (нар. 6 березня 1959 року)— український політик, доцент (1997), магістр педагогічних наук (1996); колишній народний депутат України, ректор Університету менеджменту освіти Національної академії педагогічних наук України, член-кореспондент Академії наук вищої освіти України, доктор філософії, професор кафедри філософії і освіти дорослих, державний службовець 1 рангу, дійсний член (академік) Міжнародної академії культури, безпеки, екології та здоров'я.
- Кубах Андрій Іванович — поет, журналіст, член Національної Спілки журналістів України
- Мельник Сергій Миколайович (1964—2022) — старший лейтенант збройних сил України, учасник російсько-української війни.
- Олефір Микола Олексійович — віце-президент державної компанії «Укрнафтохім», кандидат технічних наук, заслужений працівник промисловості України
- Рокитянський Микола Іванович (1911) — професор, викладач Каліфорнійського коледжу.
- Северин Іван Кирилович — Герой Радянського Союзу.
- Сулименко Руслан Леонідович (1981) — учасник російсько-української війни.
- Федько Богдан Олександрович (1996—2022) — старший солдат збройних сил України, учасник російсько-української війни.
- Федько Володимир Іванович (1941 — Заслужений економіст України, Державний радник податкової служби другого рангу.
- Харченко Петро Андрійович — філософ, поет, член Національної Спілки письменників України
- Шкляревич Петро Данилович (1841  — після 1917) — російський офіцер та громадський діяч, член II Державної думи від Полтавської губернії, член Державної Ради Російської імперії з виборів. Дійсний статський радник (генерал-майор).

### У Хмелові проживали
- Бистро Іван Федорович — учасник ІІ світової війни, повний кавалер ордена Слави. Протягом 1936—1943 рр. проживав у селі Хмелів, працював фельдшером дільничної лікарні
- Білецький-Носенко Павло Павлович (16 (27)серпня 1774 року — 11 червня 1856 року)- письменник, лексикограф. У 1798—1804 рр. проживав у м. Хмелів у маєтку своєї дружини Ганни Петрівни (до шлюбу Шкляревич)